# Casselman
Pour l’article homonyme, voir Casselman (Pennsylvanie).
Casselman est une municipalité situé dans les comtés unis de Prescott et Russell, dans l'est de l'Ontario au Canada. Selon Statistique Canada, sa population est de 3 970 habitants en 2021. Son territoire forme une enclave de la municipalité de La Nation. Selon le recensement de 2006, 83 % de ses habitants parlent le français comme langue maternelle, faisant de Casselman une des municipalités ontariennes avec la plus forte concentration de francophones.

## Urbanisme
Casselman se situe à environ 55 km au sud-est d’Ottawa, en bordure de l’autoroute 417. Le village a été relié par chemin de fer aux métropoles de Montréal et de Toronto à compter de 1856 et profita de la construction du chemin de fer transcontinental, qui a commencé ses opérations dans la région le 1er février 1882. Aujourd’hui, une station de Via Rail dessert le village deux fois par jour.
L'aire de conservation High Falls est située sur la rivière Nation Sud. Ce lieu de 5,5 acres permet les pique-niques, les barbecues et la géocachette. Cette préservation tranquille a de nombreux arbres pour l'ombre et de vues exceptionnelles sur le vieux pont de la ville et les ruines du barrage de Coupal de 1910. Il se comporte de plusieurs sentiers et les chiens sont autorisés, à condition qu'ils soient tenus en laisse. Il y a également un accès à la rivière par une rampe de mise à l'eau. La pêche est autorisée, à condition d'aller à contre-courant.

## Histoire

### Debuts
Un entrepreneur, Martin Casselman, envisage d'exploiter les ressources forestières de la région. Natif de Williamsburg, Martin Casselman est un descendant loyaliste. En 1832, lors d'un voyage de chasse sur les bords de la rivière Petite-Nation, il a l'idée d'y établir un village et d'exploiter les ressources forestières abondantes pour faire le commerce du bois. En 1843, il achète un immense territoire couvrant la majeure partie du futur canton de Cambridge de la famille Jessups pour une somme dérisoire. Il devint le propriétaire de 1600 acres de terrain de chaque côté de la rivière Petite-Nation. C'est sur les rives de ce cours d'eau, près d'une chute d'eau, que Martin Casselman s'installe définitivement en 1844. Il amène avec lui une quarantaine d'hommes qui l'aident à mettre sur pied son commerce de bois en retour de la promesse de l'obtention d'une terre à très bas prix. Une digue et une scierie sont construites en 1844 et son commerce de bois est lancé.

### La Paroisse catholique et ses incendies numereux
En juillet 1876, Martin Casselman offre à l'évêque d'Ottawa, Mgr Thomas Duhamel, trois acres de terrain dans la partie du village au sud de la rivière Petite-Nation pour y bâtir une église catholique. Mais il faut encore huit ans avant que les gens puissent célébrer une messe catholique à Casselman. Entretemps, les messes ont lieu à l'étage supérieur du magasin général d'Olivier Quenneville.
Le 28 septembre 1886, la paroisse Sainte-Euphémie de Casselman, créée par l'évêque d'Ottawa et le premier curé, l'abbé Georges Talbot, est inaugurée. L'abbé Talbot dirige la paroisse jusqu'au début de 1888. Il est remplacé le 15 mars 1888 par l'abbé Léandre Francoeur. C'est à ce nouveau prêtre qu'on confie la construction d'une église pour la paroisse. L'origine du nom de la paroisse se rapporte au nom de l'épouse défunte du Père Albert Phillion, premier prêtre missionnaire à Casselman. En juillet 1891, la paroisse Sainte-Euphémie affronte sa première grande épreuve : un incendie détruit une partie du village, la scierie de  Casselman Lumber Co. et plusieurs millions de pieds de bois. Plusieurs ouvriers doivent quitter le village pour trouver du travail ailleurs. Toutefois, des terres jusqu'alors à moitié défrichées sont transformées par le feu en de belles prairies fertiles et plusieurs nouveaux colons viennent s'installer sur ces terres propices à l'agriculture.
Le 5 octobre 1897, la paroisse fait face à la plus grande tragédie de son histoire : la région de Casselman est entièrement détruite par un terrible incendie. À l'exception de quelques habitations, le village est réduit en cendres et les gens se retrouvent sans logement ni effets personnels. L'église catholique est détruite en entier, sauf le Saint-Sacrement, que le vicaire Joseph-Hercule Touchette a sauvé. Plusieurs citoyens quittent la paroisse puisque tous leurs biens avaient été détruits. Toutefois, soutenus par les paroles encourageantes du curé Touchette et des dons provenant de partout en Ontario et du Québec, ceux qui restent se mettent à la tâche ardue de reconstruire le village. Deux jours après l'incendie, un comité est mis sur pied pour reconstruire l'église.
En juillet 1919, la paroisse est encore la proie d'un grand incendie. Les constructions bordant la rue principale du village, envahie par les flammes, sont presque toutes détruites. Plusieurs commerçants perdent une grande part de leurs marchandises et équipements. Ceux qui réussissent à sauver une partie de leurs biens les transportent dans l'église ou dans l'hôtel de ville. L'église, la banque et le magasin de Damase Racine sont épargnés grâce au travail efficace des pompiers d'Ottawa. Dès les jours suivants, les villageois entreprennent courageusement la reconstruction sur l'artère principale.

## Le chemin de fer et la gare
Le premier chemin de fer qui traverse Casselman est inauguré le 1er février 1882. C'est une des principales façons de transporter le bois, les briques et les denrées nécessaires à la population. Durant la Première Guerre mondiale (1914-1918), cette voie permet le transport du blé et d'autres marchandises pour l'exportation. Le chemin de fer qui fait la liaison Montréal-Toronto a été construit en 1856. Plus tard, la liaison Côteau Junction-Casselman-Ottawa s'ajoute à la voie Transcontinentale. C'est en 1915 qu’un premier train parcourt le trajet de 3205 milles entre Québec et Vancouver, en passant par Montréal, Casselman et Ottawa. 

## Démographie
Le nombre de personnes qui vivent sur le territoire selon Statistique Canada:
| Recensement | Population | Changement (%) |
| ----------- | ---------- | -------------- |
| 2021        | 3 970      |                |
| 2016        | 3 563      |                |
| 2011        | 3 626      | 10,7 %         |
| 2006        | 3 275      | 13,2 %         |
| 2001        | 2 910      | 1,1 %          |
| 1996        | 2 877      | 18,2 %         |
| 1991        | 2 434      |                |

La langue maternelle selon le recensement de 2006 est:
| # | Langue maternelle   | Locuteurs | %       |
| - | ------------------- | --------- | ------- |
| 1 | Français seulement  | 2 645     | 83,3 %  |
| 2 | Anglais seulement   | 485       | 15,2 %  |
| 3 | Anglais et Français | 35        | 1,1 %   |
| 4 | Autre(s) langue(s)  | 15        | 0,4 %   |
| - | Population totale   | 3 175     | 100,0 % |

| 2001  | 2006  | 2011  | 2016  |
| ----- | ----- | ----- | ----- |
| 2 910 | 3 294 | 3 626 | 3 548 |

### Conseil municipal
- Mairesse: Geneviève Lajoie
- Conseillers : Sylvain Cléroux, Paul Groulx, Anik Charron et Francine Leblanc[5].

Les bureaux municipaux sont situés au 751 rue Saint-Jean, tout près de la gare.

## Société

### Personnalités
- Thérèse Arbic : actrice
- Dyane Adam : ancienne commissaire canadienne aux langues officielles
- Louis Racine : folkloriste, calleur et chanteur. Fait partie du groupe La Ligue du Bonheur.

## Culture
Le village de Casselman est dotée d'une station de radio francophone locale de CHOD-FM (FM 92.1 Est Ontarien) situé au 1 Rue Industriel.